# Battaglia di Teruel
La battaglia di Teruel è un episodio della guerra civile spagnola ed è stata combattuta nei pressi della città di Teruel dal dicembre 1937 al febbraio 1938. Grazie alla superiorità di mezzi, e soprattutto del supporto aereo, le forze di Francisco Franco riuscirono ad avere la meglio, ottenendo una vittoria decisiva per il corso della guerra.

## Introduzione
Nel 1937, ad un anno dallo scoppio della guerra civile, il territorio della Spagna era diviso in due zone: una controllata dai repubblicani e una dai nazionalisti guidati da Franco.
La zona di Teruel, in Aragona, era sotto il controllo nazionalista e si trovava in una posizione strategicamente importante in quanto se da lì Franco avesse proseguito l'avanzata verso Valencia avrebbe tagliato in due il territorio controllato dai repubblicani.
Il ministro della Guerra repubblicano Indalecio Prieto decise pertanto un'offensiva contro la città. In caso di successo i repubblicani avrebbero messo al riparo dall'avanzata franchista la regione industriale della Catalogna e distolto le forze franchisti dall'obiettivo di conquistare Madrid.

## Il campo di battaglia
Teruel è una città di circa 20 000 persone, a circa 1 000 metri sul livello del mare in corrispondenza dei fiumi Turia e Alfambra.
La città, fortificata nel 1170 durante il periodo degli scontri tra cristiani e mori, era stata circondata da un apparato difensivo composto da trincee e filo spinato.

## La battaglia
Il 15 dicembre 1937, in autunno avanzato e con la neve che iniziava a cadere, le forze repubblicane scatenarono un attacco contro Teruel senza un preliminare attacco aereo o di artiglieria. Ciò nonostante in poche ore riuscirono a circondare la città.
Il 23 dicembre Franco, che in quei giorni aveva intenzione di lanciare un'imponente offensiva contro Guadalajara, decise di rinviare l'avanzata verso Madrid per inviare dei rinforzi al colonnello Domingo Rey d'Harcourt che difendeva la città.
Le truppe nazionaliste, sotto il comando dei generali Antonio Aranda Mata e José Enrique Varela arrivarono a Teruel il 29 dicembre, coperti da un attacco aereo della Legione Condor (che distrusse per la prima volta un carro con un aereo tedesco).
La battaglia, resa ancora più cruenta dal gelido inverno, si protrasse per giorni.
Il giorno di capodanno i repubblicani, a seguito di un'offensiva, riuscirono a prendere il convento della città e trucidarono il colonnello d'Harcourt assieme ad altri 42 prigionieri, tra cui il vescovo di Teruel Anselmo Polanco Fontecha. La popolazione di Teruel venne evacuata e i repubblicani occuparono la città.
Il 17 gennaio 1938 le condizioni climatiche migliorarono e i repubblicani ricevettero dei rinforzi da parte della Brigate Internazionali.
Dopo una serie di attacchi e controffensive, il 7 febbraio i nazionalisti lanciarono un'offensiva di cavalleria (una delle ultime della storia) a nord della città. Le linee repubblicane vennero sbaragliate e in migliaia vennero fatti prigionieri.
La scontro decisivo ebbe luogo il 18 febbraio. Attaccando da nord i nazionalisti entrarono nella città e in pochi giorni Teruel venne riconquistata.

## Le conseguenze
La battaglia di Teruel fu un episodio decisivo per le sorti del conflitto in quanto le forze repubblicane subirono ingenti perdite di uomini e mezzi. Al contrario i nazionalisti poterono avanzare da lì con un gran numero di uomini verso la Catalogna